# Escala LRINEC
La Escala LRINEC (Laboratory Risk Indicator for NECrotizing Fasciitis Score) es una escala que permite estratificar el riesgo de una persona con signos de celulitis para desarrollar Fascitis necrotizante basándose en exámenes de laboratorio.

## Escala

Inicio de una fascitis necrotizante

La escala LRINEC utiliza seis medidas serológicas: la proteína C reactiva, el total de glóbulos blancos, hemoglobina, sodio, creatinina y glucosa. Una puntuación mayor que o igual a 6 indica que la fascitis necrotizante debe considerarse seriamente. Los criterios de puntuación son los siguientes:
| Variable                   | Valores             | Puntaje |
| -------------------------- | ------------------- | ------- |
| Proteína C reactiva (mg/L) | < 150 ≥ 150         | 0 4     |
| Leucocitos (/mm³)          | < 15 15-25 > 25     | 0 1 2   |
| Hemoglobina (g/dL)         | > 13.5 11–13.5 < 11 | 0 1 2   |
| Sodio (mmol/L)             | ≥ 135 < 135         | 0 2     |
| Creatinina (mg/dL)         | < 1.6 ≥ 1.6         | 0 2     |
| Glucosa (mg/dL)            | ≤ 180 > 180         | 0 1     |

## Interpretación
Según la puntuación LRINEC, un paciente con una puntuación de ≥ 6 tiene una probabilidad importante de para desarrollar fascitis necrotizante, pero un LRINEC <6 no descarta por completo el diagnóstico. Los diagnósticos de celulitis o absceso grave también deben ser considerados debido a presentaciones similares. El 10% de los pacientes con fascitis necrotizante en el estudio original tenían una puntuación LRINEC <6. Sin embargo, un estudio de validación mostró que los pacientes con un LRINEC ≥6 tienen una mayor tasa de mortalidad y amputación.